# Баранов, Александр Александрович (металловед)
Александр Александрович Баранов (17 октября 1926 года, Днепропетровск — 2008) — советский и украинский учёный-металловед. Доктор технических наук (1965), профессор. Член АН высшей школы Украины (1996).

## Биография
С отличием окончил технологический факультет Днепропетровского металлургического института (1949) по специальности «Обработка металлов давлением». Воспитанник Днепропетровской школы металловедов.
- В 1949—1955 годах работал на Макеевском металлургическом комбинате.
- В 1954—1957 годах учился в аспирантуре, кандидат технических наук (1957).
- В 1955—1969 годах работал в Днепропетровском металлургическом институте.
- В 1969—1974 годах работал в Днепропетровском отделении Института механики Академии наук УССР.
- в 1974—1994 зав. кафедрой металловедения, с 1994 профессор кафедры Донецкого политехнического института (ныне ДонНТУ).

## Основные труды
- Бунин К. П., Баранов А. А. Металлография. — М.: Металлурия, 1970.
- Баранов А. А. Фазовые превращения и термоциклирование металлов. К., 1974.
- Проблемы совмещения горячей деформации и термической обработки стали: научное издание / А. А. Баранов и др. М., 1985.
- А. А. Баранов, О. П. Микуляк, А. А. Резняков. Технология вторичных цветных металлов и сплавов. К., 1988.